# فالون (السويد)
فالون هي مدينة ومقر بلدية فالون في مقاطعة دالارنا، السويد. في عام 2010 بلغ عدد سكانها 37,291 نسمة. كما أنها عاصمة لمقاطعة دالارنا. تشكل فالون مع بورلانغ «منطقة العاصمة» مايقارب 100,000 نسمة.
كان اصل شهرة فالون وجود منجم للنحاس فيها، وعلى الرغم من إغلاق جميع مناجمها (منذ عام 1992) ولكن حتى يومنا هذا لازالت تعد خدمة هامة ومدينة صناعية.
يمر نهر فالو عبر المدينة فاصلاً إياها إلى جانبين، ويقع منجم فالون للنحاس على أحد هذين الجانبين وقد كان يعتبر هذا المنجم خلال قرون عديدة واحد من أهم الأعمال في السويد وقد كان عادة يطلق على هذا الجانب من النهر «جانب التعدين» حيث لم تنمو به الكثير من النباتات بسبب الدخان السام الذي لوث التربة. وعلى الجانب الآخر من النهر والذي لم يصله الدخان يوجد به عدد كبير من الفلل الجميلة والكبيرة مما جعلهم يطلقون على هذا الجانب «الجانب السار».يتألف وسط مدينة فالون من شوارع مشاة كلاسيكية مع متاجر صغيرة. في عام 1998 حصدت المدينة جائزة «وسط المدينة لهذا العام» في السويد.

في عام 2001 أضاف الأمم المتحدة منجم النحاس والتعدين الواقع في مدينة فالون إلى قائمة مواقع التراث العالمي، ممايعني أن المدينة تستحق الحفاظ عليها وتعتبر ذات فائدة للبشرية. يوجد بجامعة دالارنا 18,000 طالب ويقع حرمها الجامعي في فالون على مقربة من ملعب التزلج الوطني حيث أقيمت به بطولة العالم للتزلج عدة مرات واخر مرة كانت في عامنا الحالي 2015.
العلامات التجارية المعروفة من فالون هي فالو رودفارق وفالو راقروت وفالو أتيكا وفالو كورف.

## تاريخها
ومن المتعارف عليه ان مدينة فالون وجدت منذ القرن الرابع عشر كسوق للبلاد المحيطة بها. كان تعدين النحاس تجارة محلية منذ منتصف القرن الثالث عشر أو ربما في وقت مبكر من عام 1000 ومنظمة استخراج النحاس والذهب من جبل النحاس الأعظم ويعتقد انه من أقدم المشاريع التي لاتزال قائمة في العالم ولازالت نشطة منذ عام 1347 عندما منح ميثاقها ملك السويد ماغنوس الرابع، ويرجع تاريخ أول حصة في الشركة في وقت مبكر من عام 1288.
ومع ذلك كانت المؤسسة في ذلك الوقت ليست أكثر من تعاون بين اصحابها وكل منهم يساهم بحصة من المال للإنشاءات والأدوات وما إلى ذلك من الضروريات المهمة لتشغيل المنظمة، واعتمادا على مساهمتهم فذلك يمكنهم من استخدام المرافق وتقاسم الأرباح وفقاً للحصة النسبية التي ساهموا بها.

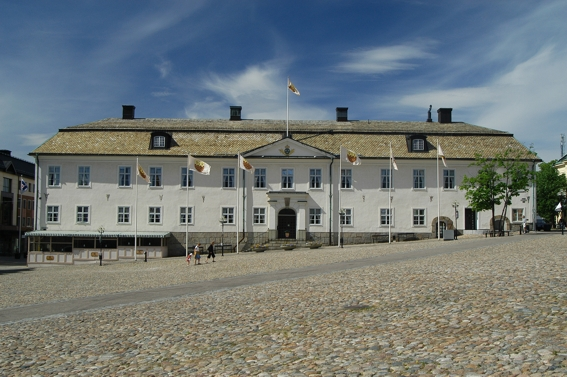
مركز فالون

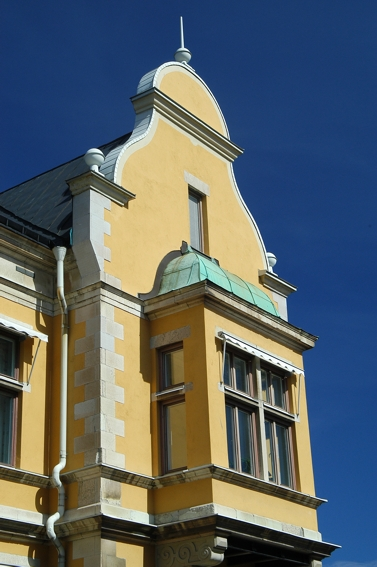
منزل في فالون

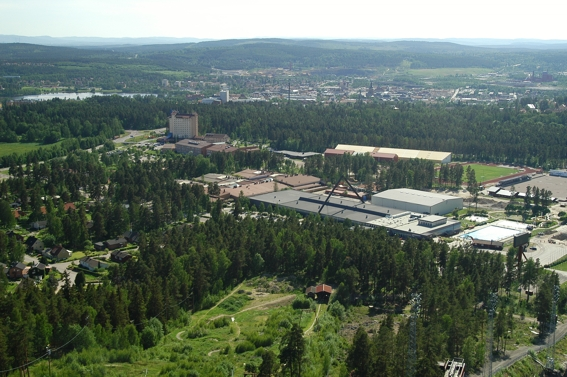
المنظر من القفز التزلجي على فالون

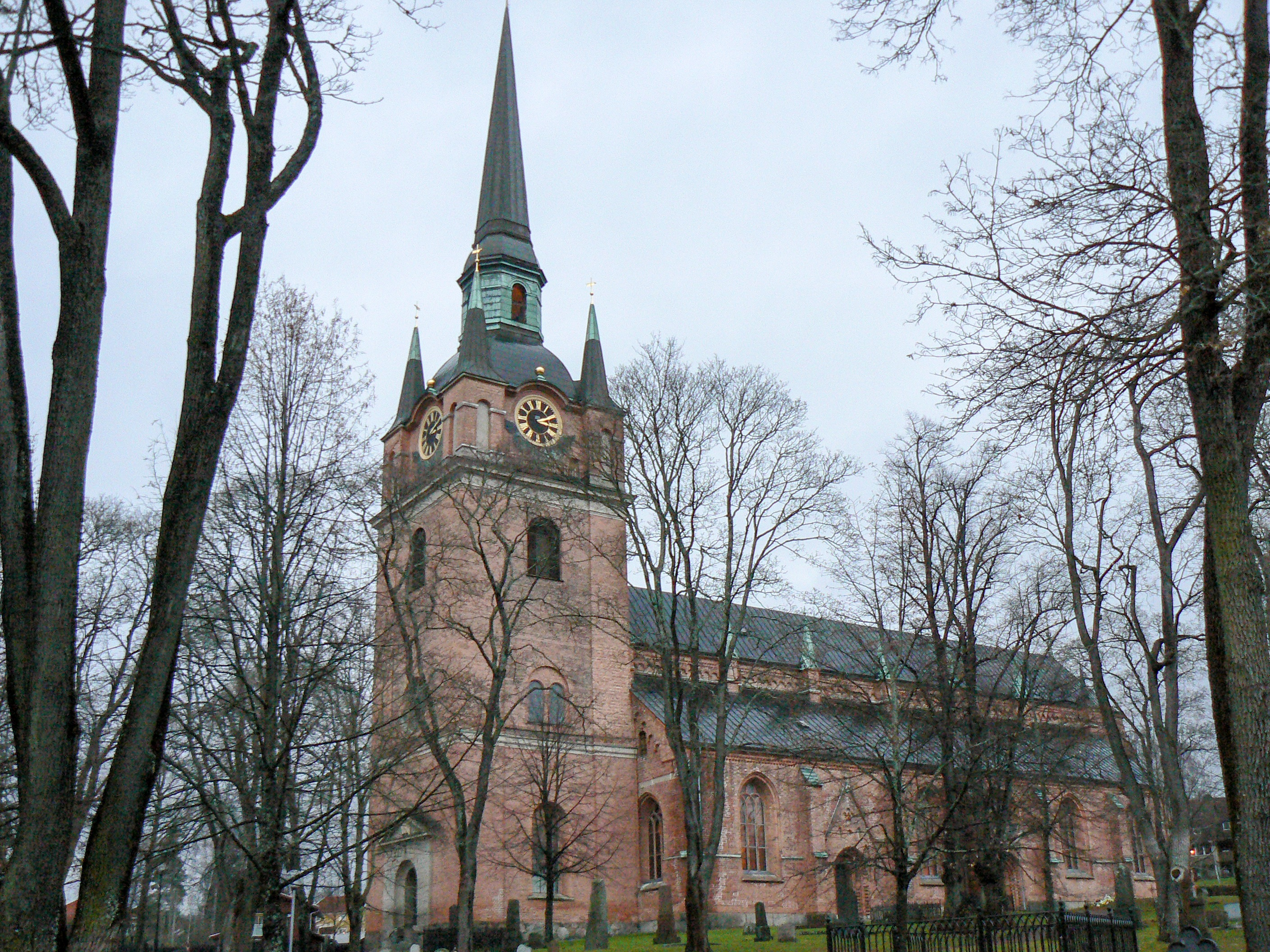
"كنيسة جبل النحاس العظيم"

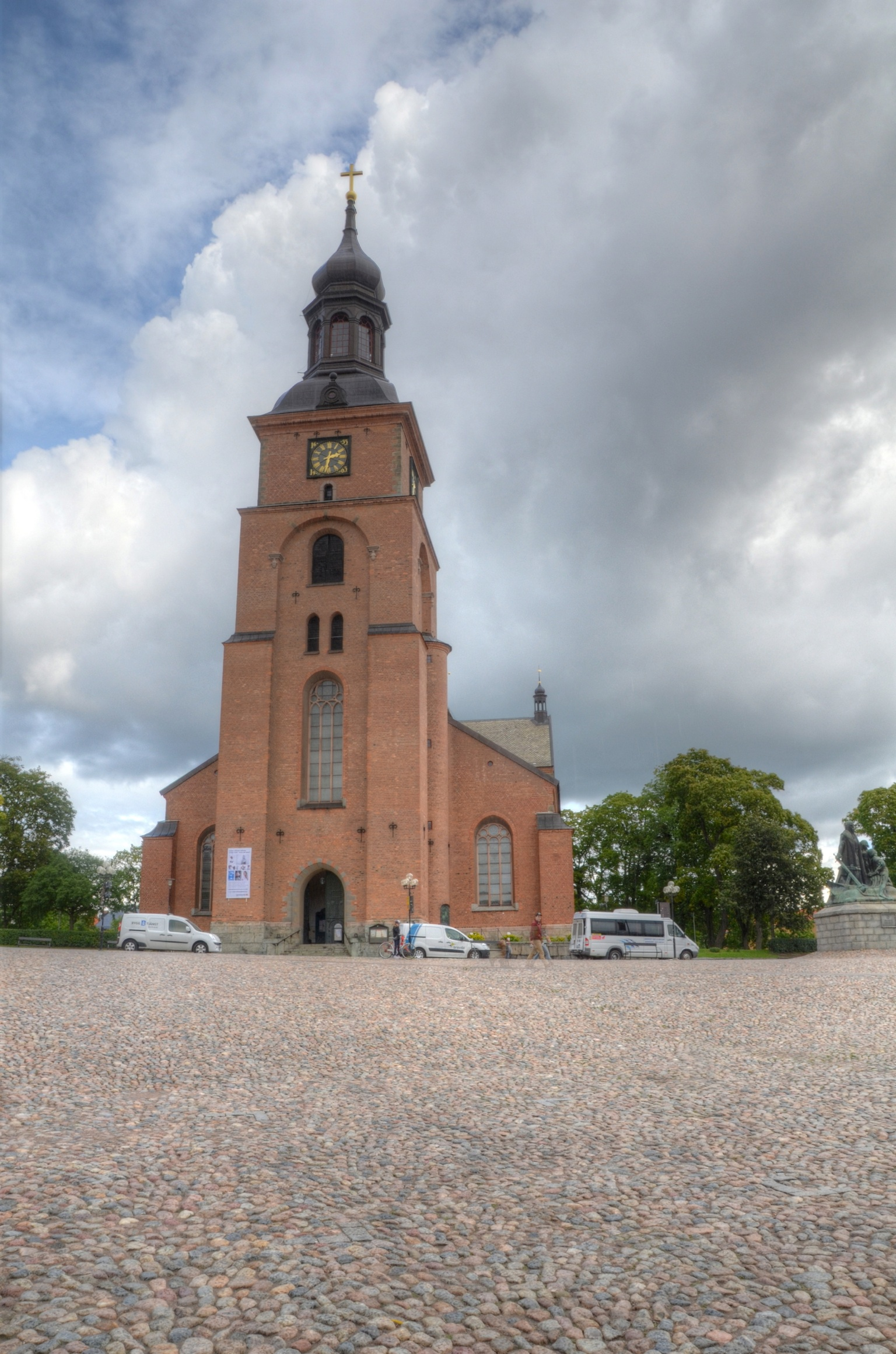
كنيسة في فالون

تلقت مدينة فالون امتيازاتها في عام 1641 وبحلول ذلك الوقت كانت فالون مسبقا واحدة من أكبر المدن في السويد ويبلغ عدد سكانها 6000 نسمة ولكن سرعان مابدأت تنخفض أهمية منجم النحاس. وفي عام 1687 انهارت أجزاء من المنجم في الانهيار الارضي مما تسبب في إحداث حفرة على عمق 100 متر. وعلى الرغم من ان المنجم لايزال طور الاستخدم للسنوات الثلاث مئة المقبلة فإن الإنتاج نقص تدريجيا حتى تم إغلاقه في عام 1992.
وقد أعلنت منطقة التعدين في جبل النحاس الأعظم كموقع للتراث العالمي في اليونسكو والذي كان أيضا إسما لشركة التعدين في فالون وهو اليوم جزء من ستورا إنسوا.
خلال الحرب العالمية الثانية كانت مدينة فالون المكان الذي كانت توجد به السلطات والطيارين البريطانيين والامريكيين الذين هبطوا على ارض السويد أو وصلوا إلى البلاد بعد ان هبطوا في الأراضي التي تسيطرعليها ألمانيا. وعلى خلاف اللاجئين المدنيين من ألمانيا الذين أبقوا في مخيمات الدفن في جميع انحاء البلاد والطيارين البريطانيين والامريكيين تم وضعهم في الفنادق ومؤسسات «السرير والإفطار» في منطقة فالون وتركهم يتمتعون بحرية نسبية.

## المناخ
يعتبر مناخ فالون قاري رطب (كوبين الاتحاد الألماني).
الشتاء هو أطول موسم دائم تقريبا من منتصف نوفمبر حتى نهاية مارس وعلى الرغم من ان درجات حرارة مارس تميل إلى الاعتدال. مع متوسط درجة حرارة عالية 23 درجة مئوية (73,4 درجة فهرنهايت), ويعتبر يوليو الشهر الأكثر دافئا. ومع ذلك تم تعيين حرارة قياسية على جميع الأوقات في 4 أغسطس عام 2014 عندما تم قياس35,1 درجة مئوية (95,2 درجة فهرنهايت) وهذه بدورها تعتبر أعلى درجة حرارة تقاس في موجة الحر الشديدة في ذلك الصيف الذي أثر على معظم الدول الاسكندنافية. مناخ فالون قاري أكثر من معظم السويد لانها بعيدة نسبيا عن هيئات المياه الكبيرة المؤدية لاعتدال درجات الحرارة، ونتيجة لذلك فإن المستويات العالية من يوليو في فالون عادة ماتكون أكثر دفئا من العديد من المناطق الواقعة في جنوب البلاد. ومع ذلك في الشتاء تعتبر باردة ولكن حرارتها متقلبة بدرجة كبيرة نظرا لقربها من بعض النفوذ البحري الذي كثيرا مايجلب درجات حرارة معتدلة فوق درجة التجمد واعتدال متوسط درجات الحرارة. معظم الأمطار تهطل خلال أشهر الصيف يوليو وأغسطس، أدنى درجة حرارة سجلت في فالون هي -40,0 ـ درجة مئوية (40,0 درجة فهرنهايت) ولكن محطة الطقس لم تسجل أدنى من 37,2-ـ درجة مئوية (-35,0 درجة فهرنهايت) وفقا للبيانات المفتوحة.

## تاريخها المعماري
قام اريك غايسلر بتصميم ستورا قروفسترجيكن وتم بناءه مابين عامي 1771ـ 1785 بطراز الروكوكو والذي يطلق عليه اسم ليت باروك، ويقع هذا المبنى بجانب منجم النحاس في فالون وكان يعتبر المكتب الرئيسي لمنجم النحاس. في عام 1882 أعيد بناء المبنى وتم تحويله إلى متحف بيرسلاقيتس وفي بداية عام 1920 أصبح التعدين قريب من الهيكل مماتسبب بهشاشته فقدموا للمبنى إصلاحات واسعة النطاق.
في عام 1915 تم بناء فاسترا سكولان على أساس تصميم قام به المهندس المعماري بمدينة فالون كلاس بومان. تم وضع المبنى كمدرسة حتى عام 2010 وقد كان البرج نسخة طبق الأصل من كريستين كيركا حيث يمكن للشخص ان يرى بنيت المدينة المنخفضة بأكملها.
تم بناء إقنليسكا هيوست في عام 1903 والذي صممه كلاس بومان والذي يعتبر أول مصمم معماري في فالون. وقد وضع كمبنى سكني حديث. وكان المبنى في البداية باللون الأصفر الفاتح وفي وقت لاحق تم طلاءه بلون اصفر أكثر اشراقا. وبعد حريقين منفصلين في عام 2007 و 2008 تم إعادة ترميم المبنى إلى شكله الأصلي.
فالوقاتن هو شارع في فالون منذ القرن الخامس عشر، تم وضعه كرابط بين شرق وغرب فالون وبفضل موقعه على النهر أصبح هذا الموقع موقع مهم لتجارة المدينة. وعندما أصبحت فالون مدنية رسميا في عام 1641 أشتق اسمها من اسم هذا الشارع. احتفظ الشارع بمظهره حتى عام 1960 عندما قاموا بتطوير معماري لفالون. خلال عام 1960 تم هدم أربعة من أصل خمس مباني من القرن الثامن عشر وكورسنيسكا هوسيت يعتبر الوحيد الذي احتفظ بمظهره الاصلي. يقع مبنى سنترل بالاست في ستورا تورقيت بفالون وهو مبنى ضخم زين بالفن الحديث وتم بناءه بين عامي 1895-ـ 1896 وصممه المهندس المعماري المحلي فرديناند بوبيرق وقد عاشت الكاتبه سلمى لاغرلوف في هذا المبنى حيث قامت بكتابة مغامرات نيلز. وفي عام 1947 تمت إزالة الشرفات الأولية في عام 1955 وتم تجديد المبنى بإكمله حيث اعيد تصميم واجهة البيت بإكملها بحيث جعلوه أقصر ومسطح أكثر. كان ويكلاندز قلاس مبنى في ازقاتن بفالون وصمم بمزج الفن الحديث وعصر النهضة في البلدان المنخفضة وقام المهندس المعماري جي راينفيلدت بتصميمه، فجعلوه موقعا لشركة الزجاج وقد تم هدم المبنى في عام 1971 عندما تم تطوير فالون.
قام اريك غايسلر ببناء قايسلرسكا هوست في وقت ما بين عام 1765 وعام 1768 وتم بنائه بأسلوب إطلق عليه لاحقا باسم فن إريك غايسلر. وقد كان اقدم مبنى في العالم تم بناءه بحجر النحاس وتم هدمه في عام 1977 واصبح موقعه في وقتنا الحاضر مبنى إداري.
يقع راديوست (تاون هول) في ستورا تورقيت بفالون وتم بناءه بين عام 1649 حتى عام 1653 وفي البداية كان يعتبر مبنى ذو طابق واحد ولكن في عام 1960 تم إضافة طابق ثاني وفي عام 1761 دمر المبنى إثر حريق ولكن سرعان ما اُعيد بناؤه ولازال حتى اليوم في نفس موقعه.
في عام 1961 تم تنظيم مسابقة معمارية في فالون وقد كان حي (فالان) بين الجانب الغربي من ستورا تورقيت وفالوان التي كانت قيد التطوير. فاز اولن اوليناك مالمز اركيتنكتنتور بالمسابقة في ستوكهولم. تم بناء اخر تصميم في عام 1968 وهو عباره عن مبنيان على طول الجانب الغربي من بلازا. ومنذ عام 1968 تم إعادة بناء المبنيان عدة مرات.

## حاضرها
بالنسبة للتعليم فإن المدينة تحمل جزءا من كلية جامعة دالارنا (هوقسكولان دالارنا).
اما بالنسبة للرياضة، فالون تستضيف دورة العاب التزلج السويدية السنوية في ساحة التزلج لوقنت. الفريق الرياضي الأكثر نجاحا في المدينة هو فريق الباندي فالو بي إس والذي قد شارك في دوري الدرجة الأولى السويدي لسنوات عديدة. كان آي بي إف فالون وهوكي على العشب لفريقي الذكور والإناث من أحد الفرق الناجحة. لعب فالو إف كي في قسم 2 لنورا سفيالاند.
استضاف ملعب لوقنت فالون بطولة العالم للتزلج الشمالي إف آي إس أربع مرات في عام 1954 و 1974 و 1993 وآخرها كان في عام 2015.
خسرت المدينة لصالح فريق كالجاري الكندي في عام 1981 لدورة الألعاب الأولمبية الشتوية في عام 1988. ومرة أخرى طلبت فالون المشاركة في دورة الألعاب الاولمبية الشتوية في عام 1992 ولكنها خسرت لصالح فريق لألبرتفيل الفرنسي في عام 1986. تعرضت المدينة للهزيمة على الرغم من الجهود الجبارة التي قام بها أحد مطربي أي بي بي أي والذي قام بتسجيل أغنية لدعم الفريق.
فالون هي موطن«المعركة» وهي واحدة من أهم مسابقات التزلج على الجليد الأكثر شهرة في العالم.
تزار بحيرة رن في فصل الشتاء لممارسة رياضة التزلج على الجليد وفي فصل الصيف لوجود الرياضات المائية المتنوعة. وهي أيضا تتمتع بشهره واسعة تستحقها لان البحيرة بحد ذاتها تبلغ مساحتها أكثر من 60 كيلو متر مربع من المياه ويوجد بها أكثر من 50 جزيرة. تتوفر فيها فرص هائلة الإبحار وصيد الأسماك على وجه الخصوص ويقدم منتجع «فرامبي يوددي» الكثير من هذه الشراكة مع الشركات الصغيرة الأخرى وعلى سبيل المثال يمكنك النظر في موقع www.runnsailing.com لتأجير والإبحار بالزوارق.
الحديد والنحاس من منتجات المنجم ولاتزال تستخدم كعنصر طلاء في إنتاج طلاء فالو الأحمر والذي يعتبر معروف وطنياً ومهماً من الناحية الثقافية ويستخدم بشكل خاص على المنازل خشبية.

## روابط خارجية
- Falun – Official site : falun.se
- Falun – Democracy City : falun.se/democracy نسخة محفوظة 8 ديسمبر 2020 على موقع واي باك مشين.